# Twice Upon a Time (Doctor Who)
Twice Upon a Time  (traducido literalmente como Érase dos veces) es el título de un especial navideño de Doctor Who, el decimotercer especial navideño desde el regreso de la serie en 2005, y es el cuarto y último especial de Navidad de Capaldi como Duodécimo Doctor. Está escrito por Steven Moffat, dirigido por Rachel Talalay y fue emitido por primera vez el 25 de diciembre de 2017 por el canal BBC One.
El episodio presenta la última aparición de Peter Capaldi como el Duodécimo Doctor, así como la primera aparición de Jodie Whittaker como el Decimotercer Doctor. Capaldi anunció en enero de 2017 que dejaría el papel después de la décima temporada y el especial navideño de 2017. Esto también marca el episodio final de Moffat como productor ejecutivo, quien renunció al puesto después del especial. Fue sucedido por Chris Chibnall, quien escribió la escena final de este episodio.
David Bradley participó como estrella invitada en el episodio interpretando al Primer Doctor, papel que ya había interpretado con anterioridad, específicamente al actor original de este (William Hartnell) en el docudrama de 2013, Una aventura en el espacio y el tiempo.

## Argumento
Cuando el Primer Doctor (David Bradley) comienza a regenerarse después de su primer encuentro con los Cybermen, se niega a cambiar y deja a sus compañeros vagando fuera de su TARDIS en el Polo Sur. Este se encuentra con el Duodécimo Doctor (Peter Capaldi), que está en la misma situación. En ese momento, el tiempo se congela, y ambos se encuentran con un capitán británico herido (Mark Gattis) durante la Primera Guerra Mundial, que está confundido. Momentos antes, estaba apuntando con su arma a un soldado alemán (Toby Whithouse), sabiendo que uno de los dos probablemente moriría, solo para ser transportado a otro lugar antes de aterrizar en el Polo Sur. Después de entrar la TARDIS del Duodécimo Doctor, una gran nave espacial los secuestra y lleva al grupo a bordo. Se reúnen con Bill (Pearl Mackie), la antigua acompañante del Duodécimo Doctor, antes de conversar con el piloto de la nave: una interfaz artificial hecha completamente de vidrio vivo. A cambio de su libertad y la de Bill (a pesar de que su Doctor duda de que sea real) los Doctores deben devolver al capitán, que había sido sacado de su línea temporal en el momento en que debía morir para adquirir sus recuerdos, y accidentalmente desplazado durante su regreso.
El Duodécimo Doctor se rehúsa a devolverlo y dejar que muera, y hace que el grupo escape, por lo que se encuentran viajando en la TARDIS del Primer Doctor para aprender más sobre la nave y su propósito. Llegando hacia el planeta de Villengard, el Duodécimo Doctor habla con Oxidado, que se había estado escondiendo de su bondad. A pesar de las reservas, el Doctor le pide que busque en la red colmena de los Daleks, lo que permite a los Doctores saber que las figuras de vidrio y la nave espacial, conocida como el Testimonio, se crearon en la Nueva Tierra con el objetivo de sacar a la gente d su línea temporal, en el momento antes de su muerte, para archivar sus recuerdos en un avatar que luego podría hablar con parientes vivos.
Al darse cuenta de que no hay maldad para luchar, y que Bill era en realidad un avatar de Testimonio creado a partir de los recuerdos reales de Bill al final de su línea temporal, con el objetivo de convencerlo de que devuelva al oficial desplazado a su línea temporal, el Duodécimo Doctor acepta ... con la condición de que sean ellos (los Doctores) quienes lo devuelven a su tiempo. Al volver al campo de batalla en la Primera Guerra Mundial, el Capitán solicita que antes de que se reanude el tiempo y se olvide de todo lo que vio y escuchó, los Doctores cuidan a su familia. Ambos prometen hacerlo y el oficial revela que es Archibald Hamish Lethbridge-Stewart, un antepasado aparente del amigo cercano del Doctor, el Brigadier. A medida que el tiempo se reanuda y la pareja se oculta detrás de un filtro de percepción, los Doctores observan cómo los soldados en ambos lados del frente comienzan a cantar, y el Capitán y el soldado alemán sueltan sus armas y se reúnen con su gente, lo que históricamente se conoce como "Tregua de Navidad". Como el Capitán había venido desde 1914, antes de la tregua de Navidad, el Duodécimo Doctor se dio cuenta de que podía salvarlo moviendo la línea temporal unas horas hasta el momento en que los soldados dejaron de luchar para celebrar la Navidad.
Con la línea temporal restaurada y el Capitán salvado, el Primer Doctor informa al Duodécimo que está listo para regenerarse, y se despide de él antes de regresar con sus acompañantes. El Duodécimo Doctor, a solas con Bill, insiste en que ella no es la verdadera Bill que él conoce, solo para que el avatar del Testimonio explique que los recuerdos son lo que define a una persona. Para probar su punto, el Testimonio restaura sus recuerdos de Clara Oswald (Jenna Coleman), antes de tenerlo acompañado por un avatar de Nardole (Matt Lucas). Cuando se le preguntó por qué no se regenerará, el Doctor dice que quiere descansar y pide que lo dejen sólo. Abrazando a los avatares antes de irse, el Doctor regresa a la TARDIS y decide regenerarse, gritando consejos para su próxima encarnación antes de empezar el proceso. El Decimotercer Doctor (Jodie Whittaker), una vez completada la regeneración, se toma un momento para examinar su reflejo, justo antes de que la nave sufra múltiples fallos en el sistema. A pesar de sus mejores esfuerzos, el Doctor cae de la TARDIS. Observando en su caída como la sala de la consola explota y la TARDIS se desmaterializa, cae en picado a la Tierra.

### Continuidad
- Cuando el Testimonio muestra las imágenes al Primer Doctor de sus encarnaciones futuras, se utilizan clips de la serie clásica y moderna: el Tercer Doctor en La invasión de los Dinosaurios; el Quinto Doctor en El Arco de la Infinidad; el Séptimo Doctor en La patrulla de la felicidad; el Octavo Doctor de "La noche del Doctor"; el Noveno Doctor de "El momento de la despedida"; y el Décimo Doctor de "Las aguas de Marte".[2]

- El Testimonio también enumera varios de los títulos futuros del Doctor: "La sombra del Valeyard" (de El juicio de un Señor del Tiempo, que se dice que es un avatar del lado oscuro del Doctor), "La tormenta que viene" ("La despedida del Ways")," El granuja de la Pandorica "(una referencia a la historia del Undécimo Doctor "La Pandórica se abre")," La bestia de Trenzalore "("El tiempo del doctor"),"El carnicero de la luna del cráneo"y "El Doctor de la Guerra" ("Huido del infierno"). "El Destructor de Skaro" se refiere a la destrucción del planeta en "La remembranza de los Daleks", aunque Skaro fue restaurado más tarde, como se explica en "El manicomio de los Daleks".[2]

- Las Fábricas de Armas de Villengard fue mencionada originalmente en "El Doctor baila" (la primera historia de Doctor Who de Steven Moffat), donde el Noveno Doctor dio a entender que él era responsable de su destrucción.[3][4]

- La queja de Bill de que el Doctor no puede "verla" incluso cuando la mira directamente es la misma queja que el recientemente regenerado Doctor le hizo a Clara Oswald en "Respira hondo": que cuando lo miraba, todavía no podía aceptarlo él seguía siendo el mismo hombre que era antes.

## Producción

### Casting
Peter Capaldi repitió su papel como Duodécimo Doctor. El 30 de enero de 2017, confirmó que la décima temporada sería la última y que se iría después del especial de Navidad de 2017. El episodio también incluye la presentación de Jodie Whittaker como Decimotercer Doctor, cuya elección se anunció el 16 de julio de 2017 después de los finales masculinos del Campeonato de Wimbledon 2017.
David Bradley aparece en el episodio como el Primer Doctor, quien ya había interpretado a William Hartnell en el docudrama Una aventura en el espacio y el tiempo. [16] Esto lo convierte en el tercer actor en interpretar el papel en serie de televisión, después de William Hartnell y Richard Hurndall (Los cinco Doctores en 1983) desde el estreno de Doctor Who en 1963. Bradley participó anteriormente como Solomon en el episodio de 2012 "Dinosaurios en una nave espacial".
El primer tráiler del episodio fue mostrado durante la Comic-Con de San Diego en 2017, revelando el regreso de Polly, una acompañante del final de la era de William Hartnell como el Primer Doctor, quien sería retratada por Lily Travers, y Pearl Mackie como Bill Potts, así como un personaje interpretado por Mark Gatiss llamado el Capitán, que marca su cuarta aparición como actor en la serie. También confirmó la aparición de Toby Whithouse, guionista de siete episodios entre 2006 y 2017, en el episodio.
Más tarde se confirmó que Ben Jackson, un acompañante del Primer y Segundo Doctor, que aparece junto a Polly, también aparecería en el episodio y que sería interpretado por el exmiembro del reparto de Hollyoaks, Jared Garfield. Hartnell, Anneke Wills y Michael Craze aparecieron como el Primer Doctor, Polly y Ben, respectivamente, a través de tomas de archivo, y también Patrick Troughton como el recién regenerado Segundo Doctor. Nikki Amuka-Bird interpreta a la "Mujer de cristal", su segunda aparición en el universo de Doctor Who después de su aparición en el episodio de Torchwood, Sleeper.
Al igual que con el último cambio de showrunners, Chibnall escribió los momentos finales del episodio, para permitirle escribir las primeras líneas de Whittaker en la serie. Esto sucedió en el especial de 2010 El fin del tiempo, cuando Moffat reemplazó a Russell T. Davies en los momentos finales del episodio, escribiendo las primeras palabras de Matt Smith como el Undécimo Doctor.
El episodio incluye una aparición en forma de cameo de Jenna Coleman como Clara Oswald, ya que los recuerdos del Doctor sobre Clara, perdidos durante "Huido del infierno", son restaurados. La escena fue la última grabada para el episodio y, aunque Coleman estaba dispuesta a volver a la serie, el tiempo entre la filmación de este especial y su trabajo en Victoria fue difícil de organizar. Moffat dijo: "¡Cuántas veces he matado a esa chica y ella estaba allí en mi último golpe! ¡Es absolutamente extraordinario! ¡La indestructible Coleman!" 

### Filmación
El episodio fue escrito por Steven Moffat y dirigido por Rachel Talalay, quien escribió y dirigió el final de dos partes de la décima temporada, "Suficiente mundo y tiempo" / "El Doctor cae", respectivamente. En enero de 2016, Moffat anunció que dejaría el showrunner del programa después de la décima temporada y el especial navideño de 2017, para ser reemplazado por Chris Chibnall a partir de la undécima temporada en 2018. El cambio en los showrunners casi causó la cancelación del episodio anual, ya que Moffat planeaba irse después del episodio final de la décima temporada y Chibnall no quería comenzar su carrera con un especial de Navidad. Cuando se enteró de los planes de Chibnall, Moffat eligió permanecer el tiempo suficiente para producir un episodio final, ya que le preocupaba que el programa perdiera el codiciado puesto del 25 de diciembre en el futuro si se perdía un año. Como resultado, tuvo que reescribir sus planes para el final de la décima temporada para permitir que Capaldi apareciese en un episodio más. [31]
La escena final de "El Doctor cae" con David Bradley fue filmada como parte de la filmación de "Twice Upon a Time" en junio de 2017. La producción de "Twice Upon a Time" comenzó el 12 de junio de 2017 y concluyó el 10 de julio de 2017. Sin embargo, la escena final del episodio, en la cual Whittaker hace su debut como el Doctor, no fue filmada hasta el 19 de julio. El episodio había sido titulado "Los Doctores", antes de que se anunciara en el Comic-Con de 2017 en San Diego que oficialmente se titularía "Twice Upon a Time". [37]

## Emisión y Recepción

### Emisión
El episodio fue visto por 5.70 millones de televidentes durante la noche en el Reino Unido, por lo que es la segunda audiencia nocturna más baja para un Especial de Navidad, pero fue el quinto programa más visto del día en todos los canales.

### Cines
"Twice Upon a Time" se lanzaró en salas de cine de varios países, incluidos Brasil el 25 de diciembre, Australia y Dinamarca el 26 de diciembre, y Canadá los días 27 y 28 de diciembre. El lanzamiento en cine también incluyó dos características adicionales: una vista detrás del escenario del episodio, y un especial que celebra el mandato de Peter Capaldi como el Doctor y Steven Moffat como productor y guionista principal.

### Recepción
El episodio recibió comentarios positivas en su mayoría con Rotten Tomato que actualmente le da al episodio una puntuación de Tomatómetro de 80%, mientras que una puntuació de audiencia le dio un 68% menos positivo. The Guardian, entre muchos, comenta sobre el impacto emocional de la partida del Duodécimo Doctor.